# Tristan (tijdschrift)
Tristan was een literair tijdschrift dat in 1987 werd opgericht door Chrétien Breukers, Rob van Erkelens en Jack van der Weide. Er verschenen in de periode 1987-1988 vier nummers, waarbij voor de eerste twee nummers de redactie werd aangevuld door Maria E. Termast. Bij het vierde nummer vormde alleen Rob van Erkelens de redactie.
In Tristan verschenen verhalen, gedichten, essays en vertalingen van onder meer William de Bruijn, Marc Kregting, Irun S. en Menno Wigman. Als opvolger van Tristan publiceerde Rob van Erkelens in 1988 Tzara, dat tevens kan worden gezien als een opmaat naar zijn volgende tijdschrift  Zoetermeer. Tzara verscheen bij Knust, dat ook al verantwoordelijk was voor het portfolio Angelo Sax bij het tweede nummer van Tristan.
In februari 2022 verscheen Dossier Tristan, een vuistdik boek met teksten uit, over en naar aanleiding van Tristan.